# Pierre Lafond
Pierre Lafond né le 22 juillet 1900 à Rouen et mort le 24 mai 1984 à Bois-Guillaume, est un industriel français, fondateur de l'imprimerie Lafond à Caen.

## Biographie
Pierre Lafond étudie à l’École Estienne et devient maître imprimeur. Il combat ensuite sur le front allemand lors de la Première Guerre mondiale avant de revenir à la vie civile et de rejoindre le Journal de Rouen, possédé depuis 1900 par son père, Joseph Lafond. Il en sera le directeur administratif jusqu’en 1944. Le quotidien est dirigé par ses frères André puis Jean Lafond. Il est directeur également de Normandie-Sports, président du Motocycle Club de la Seine-Inférieure et administrateur de l'Automobile Club de l'Ouest. Il est président du Radio-Club de Normandie de 1922 à 1925.
Il organise en 1934 les fêtes du 40e anniversaire de la course automobile Paris-Rouen.
Il est domicilié au no 125 rue Chasselièvre à Rouen en 1935.
Il a reçu la médaille commémorative de la guerre 1914-1918.
Comme le Journal de Rouen possédé par la famille Lafond a continué à paraitre sous l'Occupation et qu'il a eu une ligne éditoriale favorable au régime de Vichy et à la collaboration franco-allemande, il est interdit de parution à la Libération et Pierre et son frère Jean sont jugés par la Cour de justice de Rouen en 1945. Il écope de 5 ans de prison tandis que son frère, en fuite, est condamné par contumace aux travaux forcés à perpétuité. Le fils de son frère Jean, Michel, rédacteur en chef, est quant à lui condamné à 20 ans de travaux forcés,. Michel Lafond a été le premier journaliste décoré de la Francisque et a été membre du Parti populaire français (PPF), comme son frère et son neveu, décorés aussi de la francisque.
Il est libéré avant le terme de sa peine, au grand dam du périodique communiste de Rouen, qui s'indigne en 1949 de le voir diriger une imprimerie à Caen.
Il est le cousin de Marcel Dupré.

## Distinctions
- Médaille commémorative de la guerre 1914–1918
- Ordre de la Francisque (1941)[10]

## Postérité
Il cède à la bibliothèque universitaire de l’université de Caen sa collection de documents liés à la Grande Guerre. Ceux-ci seront numérisés en 2013.